# (73794) 1995 FE5
(73794) 1995 FE5 – planetoida z pasa głównego asteroid okrążająca Słońce w ciągu 5,07 lat w średniej odległości 2,95 j.a. Odkryta 23 marca 1995 roku.